# Iglesia de San Miguel en Foro
La Iglesia de San Miguel en Foro (en italiano: Chiesa di San Michele in Foro) es una iglesia católica de la ciudad de Lucca, Toscana, Italia central, construida sobre el antiguo foro romano. Se encuentra en la plaza de San Miguel (Piazza San Michele), sobreelevada rodeada por columnas de mármol conectadas por cadenas de metal y está flanqueada por una hilera de edificios medievales. En esta plaza se encuentra también una estatua en honor de Francisco Burlamacchi.

## Historia
En el centro de la antigua ciudad romana, donde se hallaba el foro, se estableció en el siglo VIII, una iglesia dedicada a San Miguel, que se adjunta a un hospital y un monasterio. Esta iglesia es mencionada por primera vez en el año 795 como as foro (en el foro). Fue reconstruida después de 1070 por voluntad del Papa Alejandro II, y continuó hasta el siglo XIV. Hasta 1370 fue la sede del Consiglio Maggiore (Consejo Mayor), la asamblea más importante de la comuna. Esta iglesia está dedicada al Arcángel Miguel.

## Descripción

### Exterior
La iglesia de San Miguel es una iglesia con planta de cruz latina fuertemente influenciado por el estilo románico pisano. En esta iglesia se destaca la fachada del siglo XIII, donde hay una serie de esculturas e incrustaciones, muchas de las cuales fueron reconstruidas o rehechas en el siglo XIX. La parte inferior tiene una serie de arcos ciegos, en el centro de los cuales incluye el portal principal. La parte superior, construida con gran cantidad de materiales de hierro para contrarrestar el viento, tiene cuatro órdenes de galerías pequeñas. En la parte superior hay una estatua de mármol del arcángel Miguel, de 4 m de altura, en el acto de derrotar a un dragón con una lanza. A ambos lados hay dos ángeles. Según una leyenda, los dedos de uno de los ángeles tendría un enorme diamante. En la esquina inferior derecha de la fachada se encuentra una estatua de la Madonna salutis portus de 1480, obra de Matteo Civitali para celebrar el final de la plaga de 1476. La torre del campanario se encuentran en el crucero derecho.

### Interior

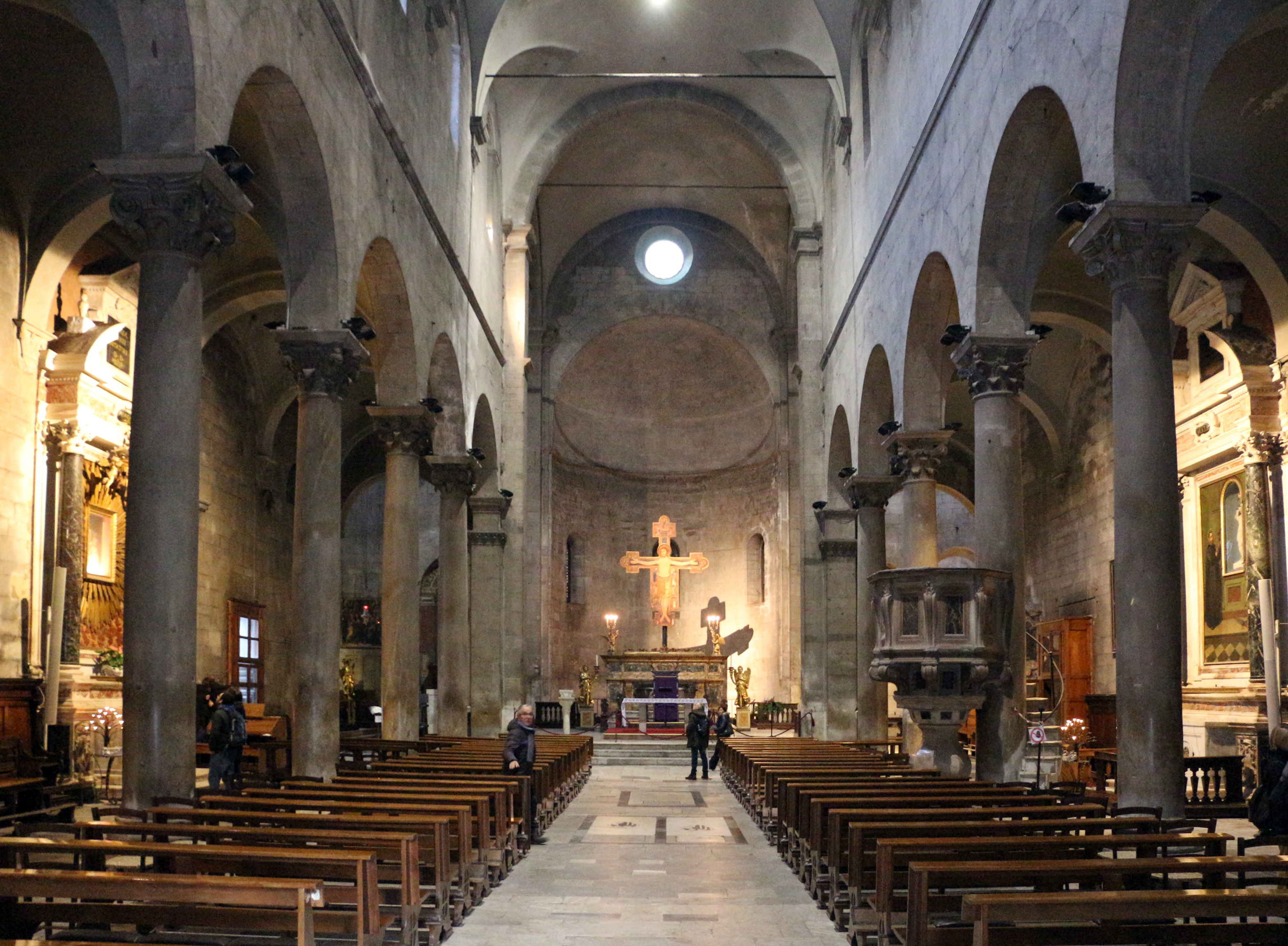
Vista del interior

El interior de la iglesia tiene una nave central y dos laterales con ábside semicircular y transepto, la nave se apoya en arcos sobre columnas monolíticas. Desde el crucero sur se levanta el campanario, construido entre los siglos XII y XIV, con una serie de ventanas geminadas individuales, dobles y triples. El último piso fue demolido durante el gobierno de Giovanni dell'Agnello (1364-1368), Duque de Pisa.
Entre las obras de arte en el interior se destaca una Virgen con el Niño de terracota de Luca della Robbia y un panel con cuatro santos de Filippino Lippi.

## Galería de imágenes

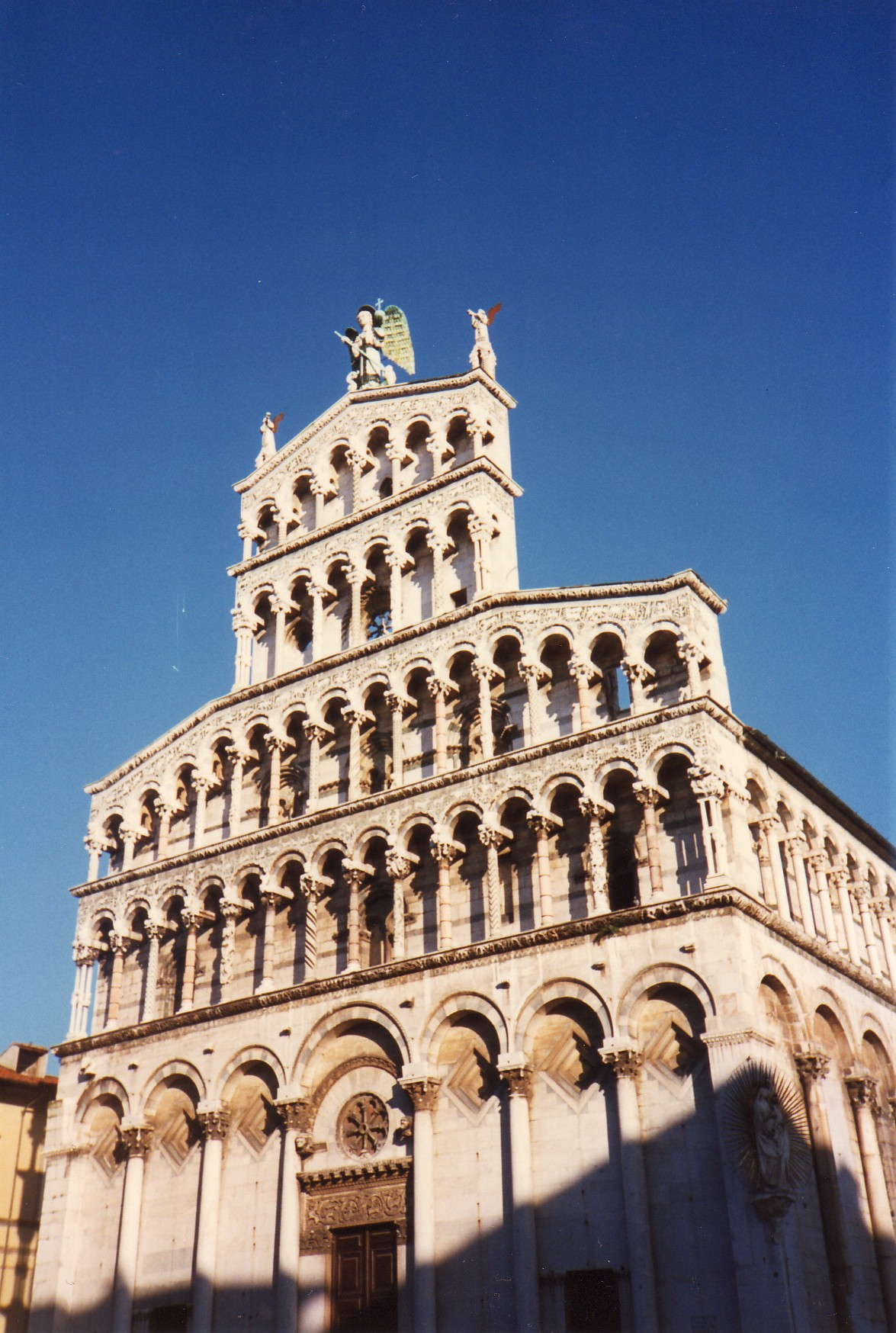
La fachada.
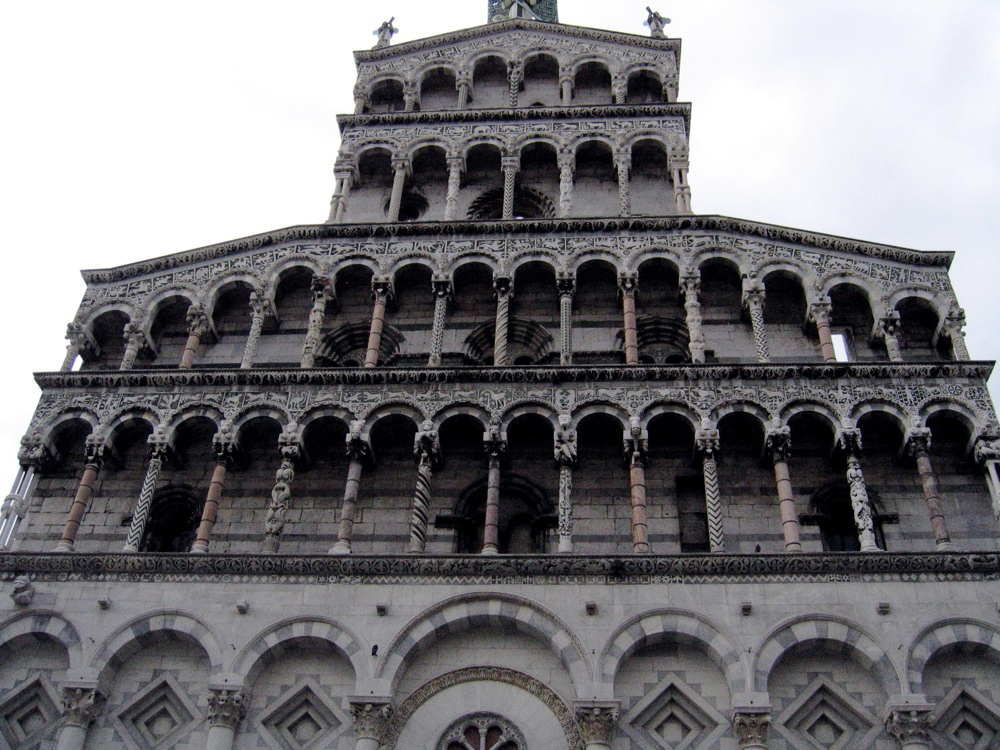
La fachada.
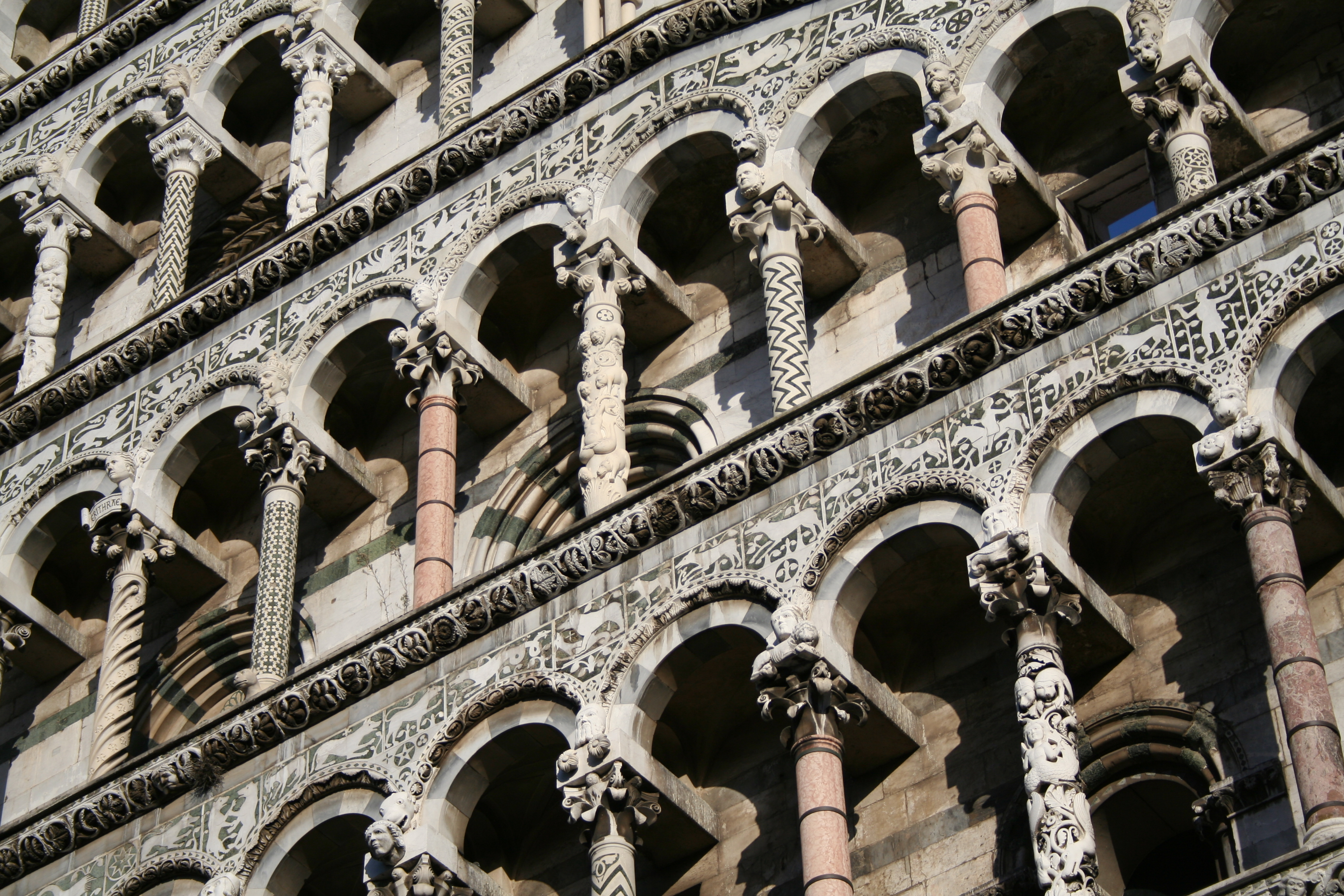
Detalle de la fachada.
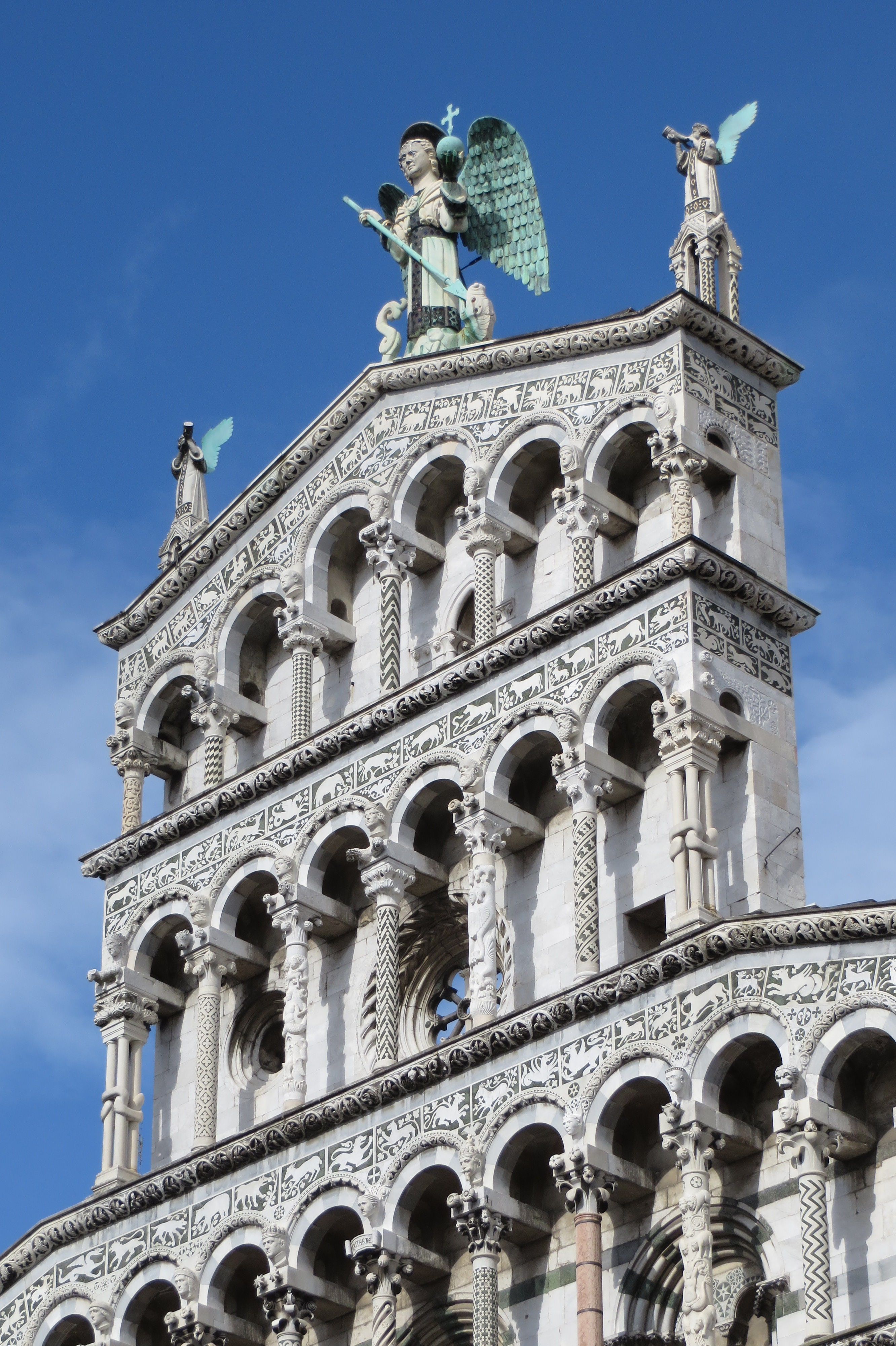
Detalle de la fachada
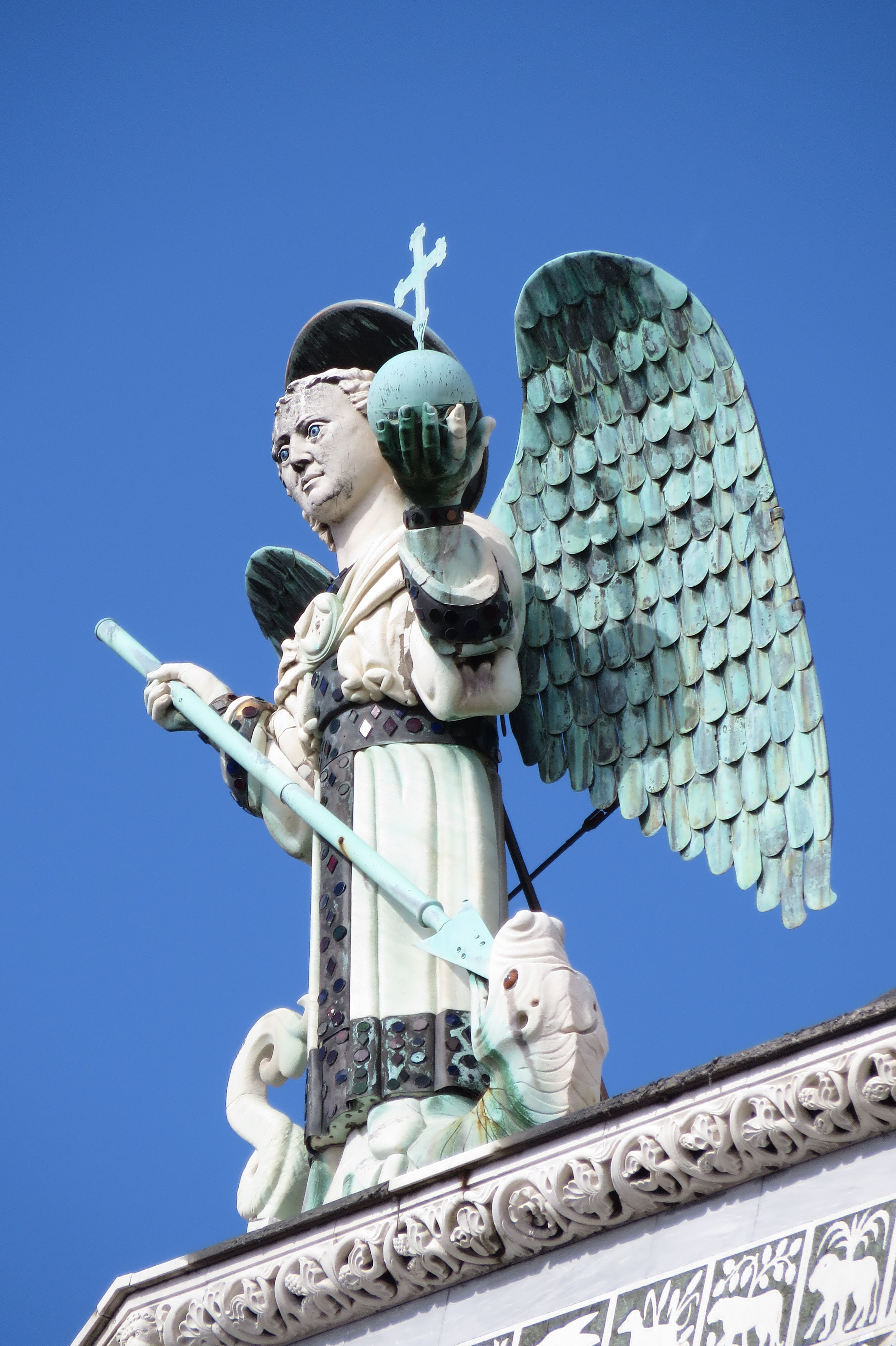
Estatua de arcángel Miguel

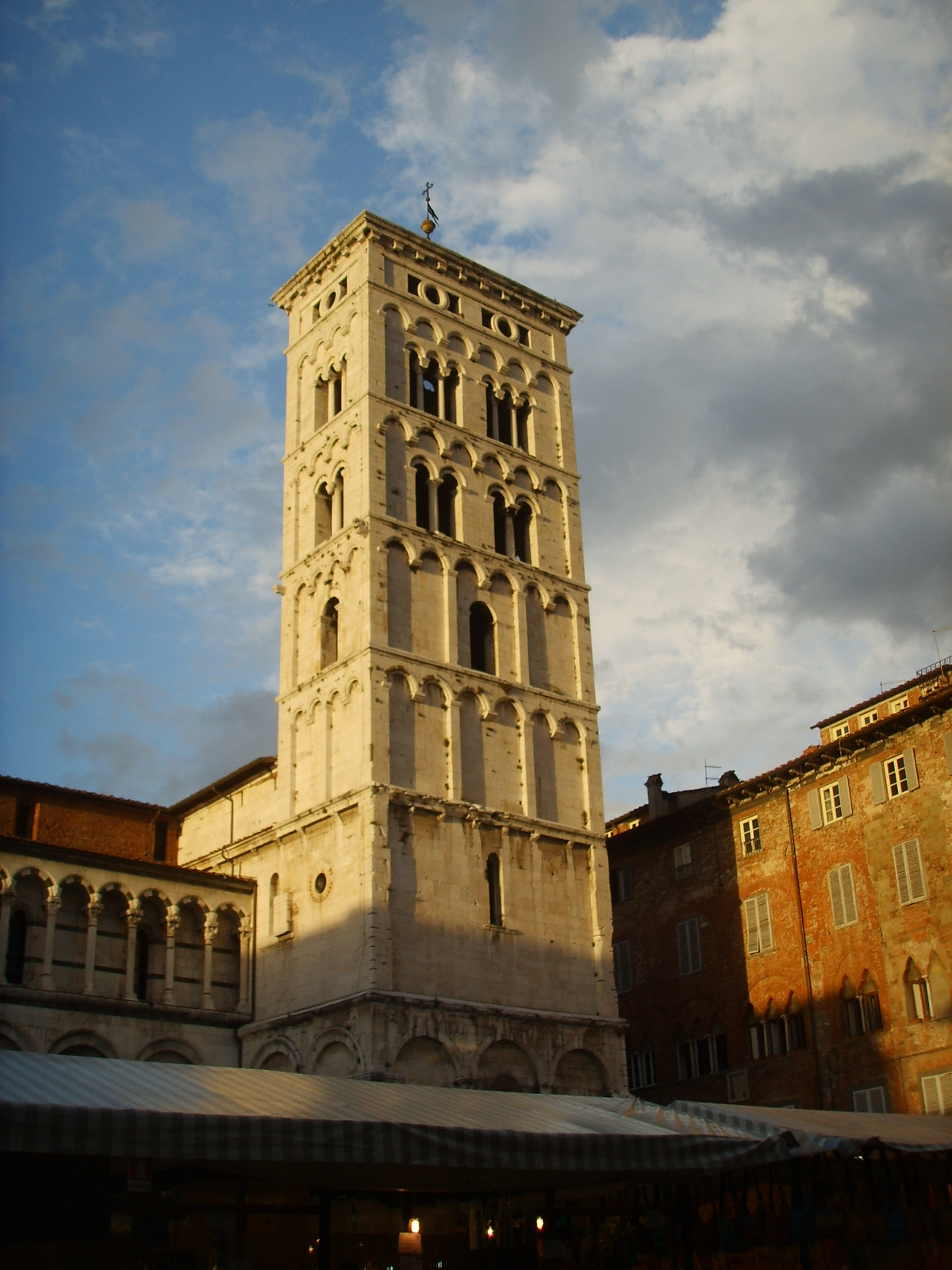
El campanario.
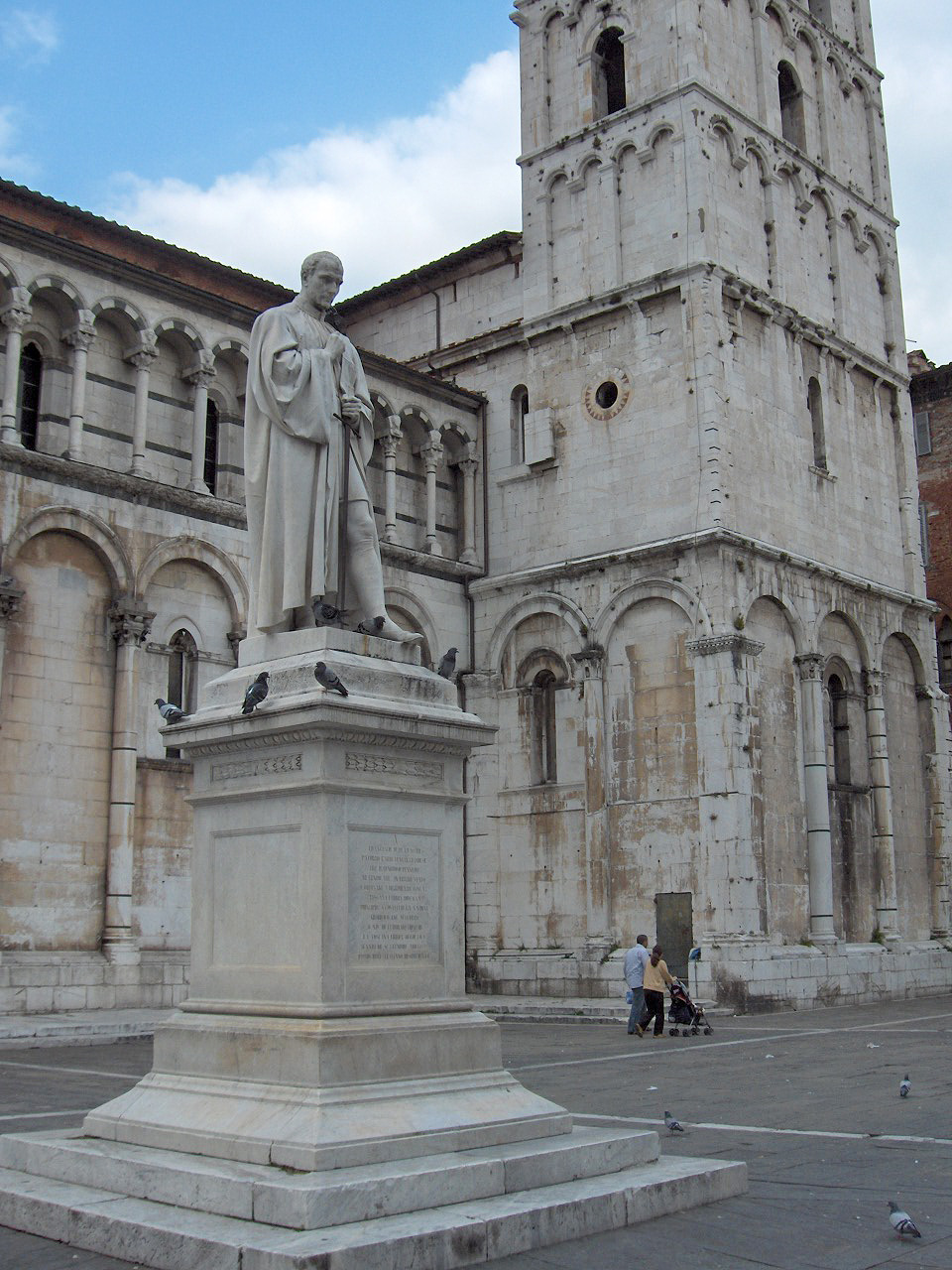
La estatua de Francesco Burlamacchi.
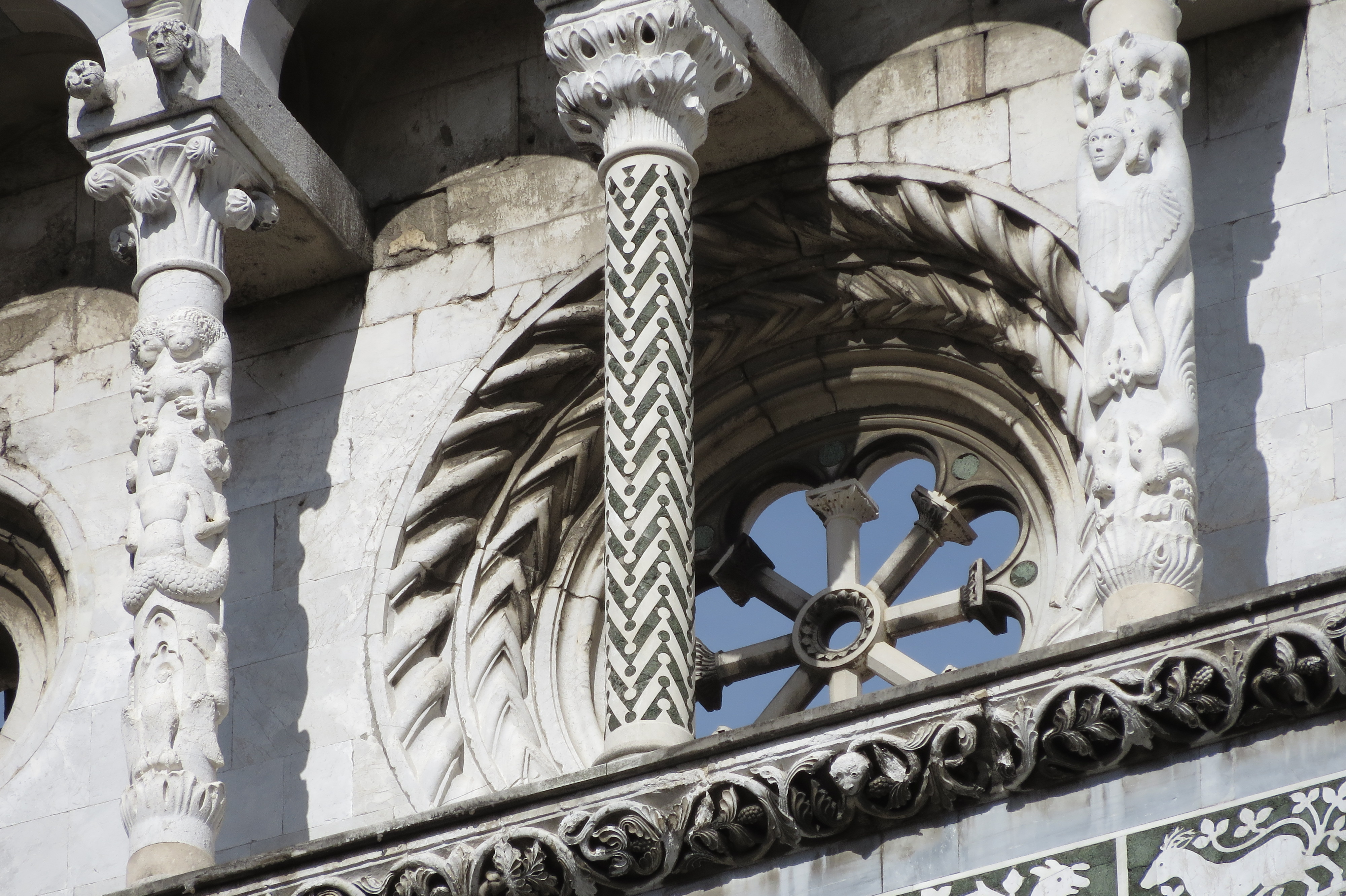
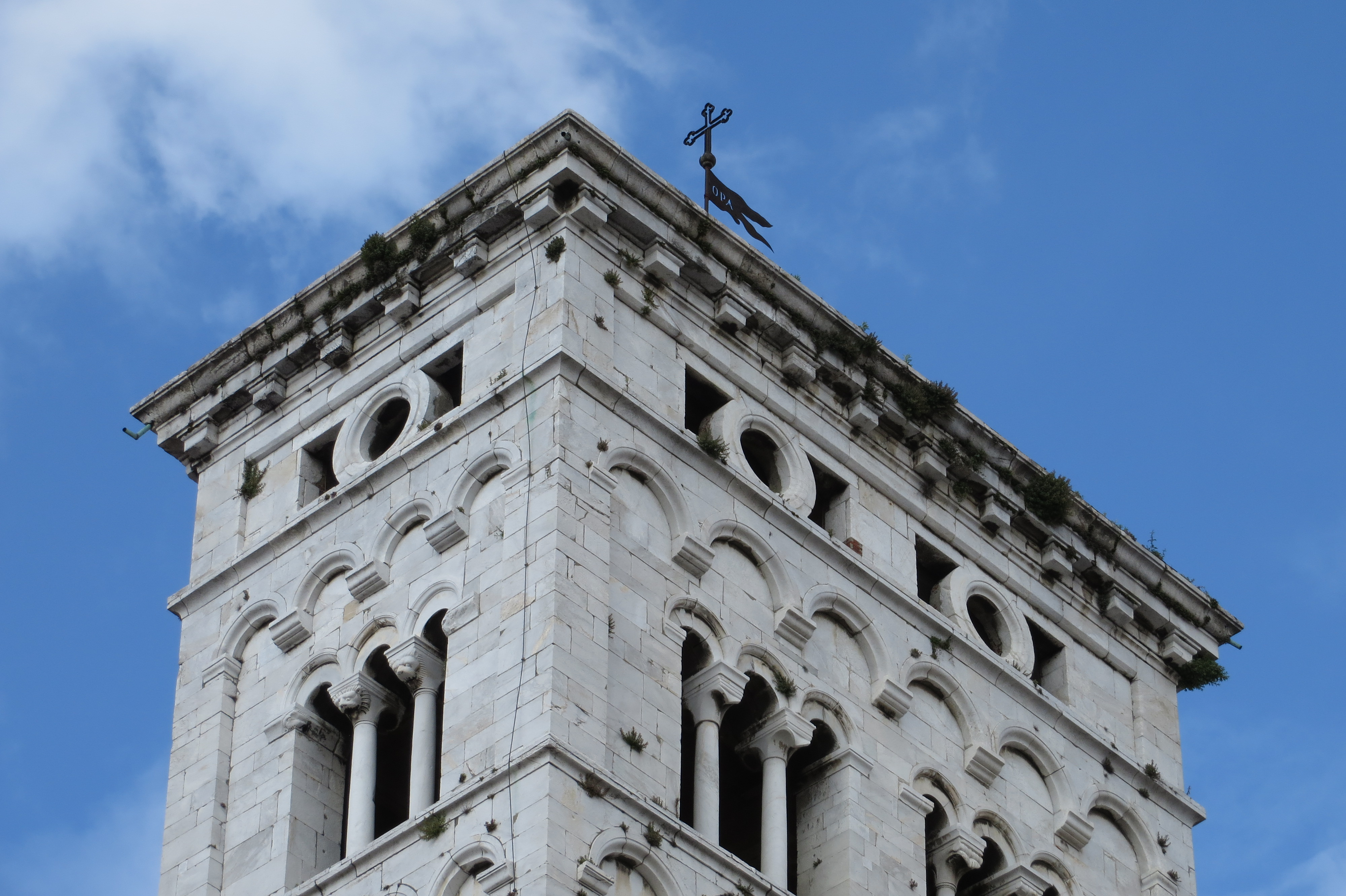

- Datos: Q1809639
- Multimedia: San Michele in Foro (Lucca) / Q1809639